# Ceratina beata
Ceratina beata är en biart som beskrevs av Peter Cameron 1897.
Ceratina beata ingår i släktet märgbin och familjen långtungebin. Inga underarter finns listade i Catalogue of Life.